# Toma de las islas Juan Fernández
La toma de las islas Juan Fernández fue un episodio de la guerra contra la Confederación Perú-Boliviana en el cual una expedición confederada al mando del general venezolano José Trinidad Morán ocupó la isla Más a Tierra, que era utilizada como presidio por el gobierno chileno, tras obtener la capitulación de la guarnición chilena al mando del teniente Andrés Campos.

## Antecedentes

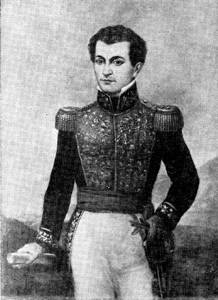
General José Trinidad Morán.

A mediados de 1836, partió del Callao la expedición revolucionaria del general chileno Ramón Freire que buscaba volver al poder en Chile. Aunque su aventura fracasó, el gobierno chileno acusó a la Confederación, y específicamente a Andrés de Santa Cruz, de estar detrás de esa intentona, lo que deterioró aún más las ya delicadas relaciones entre ambos estados.
Por órdenes directas del ministro Diego Portales, Freire fue enviado prisionero a las islas de Juan Fernández que desde tiempos coloniales habían sido utilizadas por las autoridades chilenas como lugar de presidio preferido para reos políticos aunque también para simples delincuentes comunes. Tras la batalla de Lircay, 27 partidarios del general Ramón Freire fueron desterrados a la isla Más a Tierra, parte del mencionado archipiélago. El fracasado motín de Quillota aumentaría la población penitenciaria de la isla con 18 oficiales del regimiento Maipo implicados en el asesinato del ministro Portales.
El 21 de agosto de 1836, sin declaración formal de guerra, una expedición chilena al mando del marino español Victorino Garrido capturó sorpresivamente tres naves de la escuadra confederada en el Callao, lo que aumentó la tensión entre el protector Andrés de Santa Cruz y el gobierno chileno. Tras el fracaso de las negociaciones de paz, Chile declaró la guerra a la Confederación el 28 de diciembre del mismo año, logrando que la Confederación Argentina hiciera lo mismo meses después.
En septiembre de 1837, zarpó al Perú la primera expedición restauradora enviada por el gobierno chileno para disolver a la Confederación; con ella iban los peruanos opositores a Santa Cruz que habían sido exiliados tras su derrota. El 12 de octubre, el ejército restaurador al mando de Manuel Blanco Encalada ocupó la ciudad de Arequipa, lo cual resultó en un error estratégico dado que los cuatro departamentos del Estado Sud-Peruano apoyaban mayoritariamente el proyecto confederal y la ciudad de Arequipa ya había dado muestras de ese sentimiento el año anterior cuando se había negado a sumistrar hombres y provisiones al ejército del general Felipe Santiago Salaverry, quien fue derrotado por Santa Cruz en la batalla de Socabaya.

## Zarpe y operaciones de la expedición confederada
Tres días después de la ocupación de Arequipa, zarpó del Callao una escuadra confederada al mando del general José Trinidad Morán, quien con 400 hombres a bordo de las corbetas "Socabaya" y "Confederación" y el bergantín "Congreso", tenía como misión incursionar en las costas chilenas, hostilizar sus puertos y liberar al general chileno Ramón Freire quien, tras correr peligro de ser condenado a muerte, había sido recluido en el presidio ubicado en las islas de Juan Fernández.
Sin que se entere el gobierno de Santa Cruz, el gobierno chileno había dispuesto el destierro del General Freire a Sídney, Australia, ya que Diego Portales estaba convencido de que Andrés de Santa Cruz trataría de liberarlo para desestabilizar al gobierno e intentar concretar el golpe de Estado frustrado por el cual estaba relegado, es así, que a bordo de la Goleta Colocolo, Ramón Freire es enviado al destierro, bajo el mando del Teniente 1° Leoncio Señoret, dejando la isla el 16 de marzo con rumbo hacia occidente.

## Negociación y entrega de prisioneros.
Mientras el ejército restaurador permanecía inactivo en Arequipa y el ejército confederado de Santa Cruz se aproximaba a la ciudad, la expedición del general Trinidad Morán continuó su viaje arribando a las islas el 14 de noviembre. Las naves fondearon en la  Bahía Cumberland de la isla Más a Tierra (hoy Robinson Crusoe). Allí, Morán tuvo conocimiento de que Freire había sido exiliado a Australia, donde permaneció hasta 1842.
La guarnición chilena compuesta por aproximadamente 60 soldados del batallón Carampangue al mando del teniente Andrés Campos, quien además era gobernador de la isla, entró en desavenencias, la permanencia de gran número de prisioneros hacía difícil la defensa. El general Morán envió al sargento mayor Nicolás Freire, sobrino peruano del general Ramón Freire, a solicitar la rendición y entrega de la plaza, armas y municiones. Según parte del teniente Campos, tras recibir la intimación del general Morán hizo aprestos de defensa con la fuerza a su mando pero que por la deserción al interior de la isla de 9 soldados y ante el temor que el desaliento se hubiese extendido en el resto de la tropa, aceptó entrar en negociaciones conducentes a la entrega de la plaza. Los términos de capitulación fueron suscritos a efecto de «evitar la efusión de sangre infructuosa por la escasez de recursos que el expresado gobernador tiene para hacer una honrosa defensa y salvar sus responsabilidades». El artículo 2.º establecía que «todos los señores que se hayan confinados en esta isla por el gobierno de Chile quedan en completa libertad»; por otra parte, el artículo 3.º señalaba que los oficiales chilenos y sus familias quedaban en completa libertad de abandonar la isla o permanecer en ella, según fuera su parecer, con la sola condición de «no poder en ningún tiempo durante esta guerra tomar las armas contra la Confederación».
Al día siguiente de la capitulación, el general Morán recibió parte de los oficiales del Carampangue que un grupo de soldados, dirigidos por el sargento José Manuel Vega había huido durante la noche llevando consigo algún armamento, lo que motivó que el resto de prisioneros a los que hasta entonces se había permitido permanecer en tierra fueran embarcados a bordo de los buques confederados hasta el momento de la partida.
Este grupo de aproximadamente 26 hombres se refugiaron en el monte, acercándose durante la noche para realizar disparos sobre los edificios ocupados por la expedición confederada aunque sin mayores consecuencias. Ante su negativa de acogerse a los términos de la capitulación acordados, el general Morán despachó un piquete de soldados para dispersarlos de regreso al monte, antes de su partida.
Tras destruir las instalaciones del presidio, que nunca volvería a ser levantado nuevamente por el gobierno chileno, y las defensas militares de la isla, la expedición confederada se reembarcó, no sin antes recibir en sus buques como voluntarios a 24 individuos de la guarnición y 16 de los confinados. Aquellos que no quisieron esa opción, se unieron a los que quedaron en la isla o se embarcaron en la corbeta ballenera estadounidense "George Washington" que los trasladó al continente.
Las tropas confederadas no pudieron tomar la isla, y no se atrevieron a mantenerse desembarcadas por temor a una emboscada de las fuerzas chilenas, cuya real cantidad y armamento desconocían. 
Respecto a la conducta del general Morán durante la breve ocupación de la colonia, el historiador chileno Benjamín Vicuña Mackenna señala que se condujo con serena nobleza y ánimo generoso con aquellos desdichados a quienes estuvo lejos de tratar como a enemigos, puesto que se condujo a su respeto de una manera en todo diversa a las de los gobernantes del país.

## Consecuencias
El 17 de noviembre, tras ser cercada por las tropas de Santa Cruz en las afueras de Arequipa, la expedición de Blanco Encalada había aceptado la firma del tratado de Paucarpata, que ponía fin a las hostilidades, establecía la devolución de los barcos apresados por Garrido y permitía a los chilenos y peruanos opositores retirarse a sus naves.
La escuadra confederada hostilizó las defensas del puerto de Talcahuano el 23 de noviembre, las de San Antonio el 27 del mismo mes y las de Huasco el 15 de diciembre donde logra apresar dos mercantes chilenos. Al tener conocimiento Moran de los sucesos de Arequipa emprende su regreso al puerto del Callao donde los confinados restantes fueron puestos en libertad. Los expedicionarios son homenajeados en Lima por el protector Andrés de Santa Cruz el 27 de diciembre de 1837.
Poco después, el gobierno chileno desconoció el tratado firmado en Arequipa y la guerra continuó por más de un año hasta la decisiva victoria restauradora en la batalla de Yungay.
A su llegada a Santiago el teniente Andrés Campos fue sometido a juicio, del que salió absuelto e incumpliendo la palabra ofrecida a Morán volvió a tomar las armas durante la guerra, combatiendo en Casma ante la flota corsaria de Blanchet, como parte de la guarnición de los buques chilenos, ganándose una mención especial por su conducta en el parte del comandante de la escuadra chilena Roberto Simpson.
El único objetivo de la expedición era liberar al general Ramón Freire Serrano, para que lidere una rebelión contra el Gobierno chileno, pero al no ser encontrado, ya no tenía sentido permanecer en el archipiélago, el cual no era un objetivo militar.